# Molly Malone's
Molly Malone's – polski zespół muzyczny, wykonujący muzykę z gatunku celtic punk oraz folk rock. Jego nazwa nawiązuje do utworu muzycznego pt. Molly Malone.

## Historia
Zespół powstał w 2009 roku w Giżycku, a jego założycielami byli muzycy, mający już doświadczenie w grupach punkowych i szantowych - Jarosław „Kwiatek” Kwiatkowski oraz Bartłomiej „Koniu” Biwejnis. Z początkiem 2010 roku grupa rozpoczęła działalność koncertową, która zaowocowała wyróżnieniami: zwycięstwem w Konkursie "Trzy Tawerny" podczas IV Edycji Festiwalu Latający Holender Ursus 2010 w Warszawie a także nagrodami publiczności na 7 Festiwalu Rock Szanty w Serwach w sierpniu 2010 roku oraz podczas II Edycji Festiwalu Muzyczne Perły 2010 w Tawernie Korsarz w Warszawie.
W 2012 roku wytwórnia  North East Records wydała debiutancką EP-kę zespołu. Rok później ukazał się album "Obłęd" (wytwórnia Lou&Rocked Boys).
W kolejnych latach grupa suportowała takie zespoły muzyczne jak Dropkick Murphys, Street Dogs, The Dreadnoughts oraz The Real McKenzies. Występowała na festiwalach: Przystanek Woodstock (2013), Jarocin Festiwal (2016) oraz Rock na Bagnie. W 2014 roku zespół wziął udział w siódmej edycji programu "Must Be the Music"
Po 2013 roku wielokrotnie zmieniał się skład zespołu, który ustabilizował się w 2023 roku. W 2025 roku grupa wydała drugą płytę studyjną pt. "Rok 2024" (wytwórnia Bad Look Records).

## Skład zespołu
- Jarosław "Kwiatek" Kwiatkowski - vocal, gitara akustyczna
- Bartłomiej "Koniu" Biwejnis - akordeon
- Tomasz „Rudy” Augustynowicz - mandolina, flet
- Paweł „Muson” Mułyk - gitara elektryczna
- Mateusz „Puszek” Puszkarewicz - gitara basowa
- Paweł „Zwierzak” Augustyniak - perkusja

### Byli członkowie
- Kuba Szulc - skrzypce
- Rafał Chochowski - gitara elektryczna
- Piotr "Junior" Wagner - gitara elektryczna
- Ireneusz "Pacek" Pac - gitara basowa

## Dyskografia
- Obłęd (2013)
- Rok 2024 (2025)